# Waldfeucht
Waldfeucht là một đô thị ở huyện Heinsberg, trong Nordrhein-Westfalen, Đức. Đô thị này tọa lạc ở biên giới với the Hà Lan, khoảng 15 km về phía nam của Roermond và 8 km về phía tây của Heinsberg.